# Parkway Drive

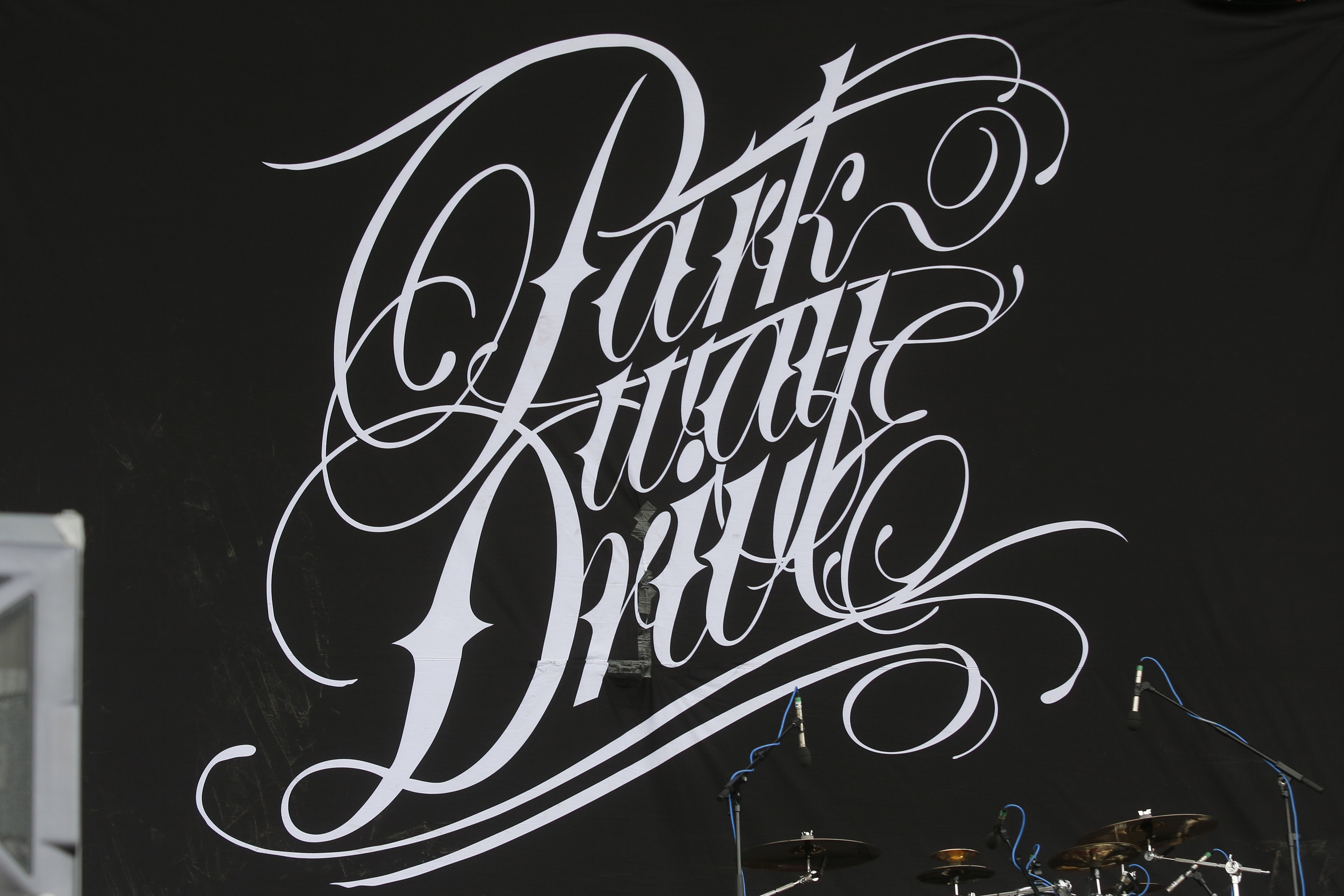
Logotyp zespołu

Parkway Drive – australijski zespół wykonujący muzykę metalową.

## Historia

### Początki (2003-2006)
Parkway Drive pochodzi z australijskiej miejscowości Byron Bay w Nowej Południowej Walii. Grupa powstała latem 2003 roku. Nazwa zespołu pochodzi z rodzimej miejscowości członków, gdy zespół zaczynał próby w garażu domu nazwanego „Parkway House”, znajdującego się przy ulicy Parkway (Parkway Drive). Krótko po powstaniu formacja zadebiutowała split albumem z inną początkującą kapelą metalcore'ową I Killed the Prom Queen z Adelaide. Wydany w 2003 roku album zatytułowano po prostu I Killed the Prom Queen / Parkway Drive: Split CD. Następnie zespół pojawił się na składance dokumentującej dokonania hardcore'owej sceny Byron Bay, zatytułowanej What We've Built, co poprzedziło wydanie przez grupę EP-ki Don't Close Your Eyes. W maju 2005 roku wybrali się do Stanów Zjednoczonych, by tam pod okiem Adama Dutkiewicza z Killswitch Engage, w roli producenta, nagrać swoją debiutancką płytę.
Od momentu wydania minialbumu Don't Close Your Eyes Parkway Drive zaczął szybko zdobywać kolejnych fanów w całej Australii, przy czym niemałe znaczenie miało koncertowanie z takimi grupami jak Hatebreed, In Flames, Chimaira, Shadows Fall, As I Lay Dying, Bleeding Through, Alexisonfire oraz występ na festiwalach Metal for the Brain 2005 i Australia's Hardcore 2005. Debiutancki album Killing with a Smile został wydany w sierpniu 2005 roku i od tego czasu sprzedał się w ponad 30 000 egzemplarzy w samej Australii. Zespół wspomagał promocję albumu ciągłymi koncertami, już w roli headlinera, oraz występem na Gold Coast (scenie Big Day Out Festival) w styczniu 2006 roku.
W czerwcu 2006 roku zespół podpisał kontrakt z wytwórnią Epitaph Records, która wydała album Killing with a Smile w Stanach Zjednoczonych w sierpniu tegoż roku. Pod koniec maja 2006 roku, basista Shaun Cash opuścił zespół z powodów osobistych, przy pełnej akceptacji ze strony pozostałych członków. Zespół szybko znalazł zastępstwo w postaci dotychczasowego „technicznego” (merch guy) i długoletniego przyjaciela - Jia „Pie” O’Connora. Został on stałą częścią zespołu, dograł do końca pierwszą międzynarodową trasę po Europie i później w Stanach Zjednoczonych.
W październiku 2006 roku zostali zatrudnieni jako lokalna ekipa wspomagająca australijski odcinek Rockstar Taste of Chaos tour grając obok Anti-Flag, Underoath, Thursday, Senses Fail, Taking Back Sunday i Saosin. W listopadzie i grudniu 2006 roku uczestniczyli w Homebake Festival, Sound Fest, Resist Records' tour, Soundwave Festival i Gravity G Festival zanim znów powrócili do Wielkiej Brytanii i Europy kontynentalnej.

### Horizons(2007-2010)

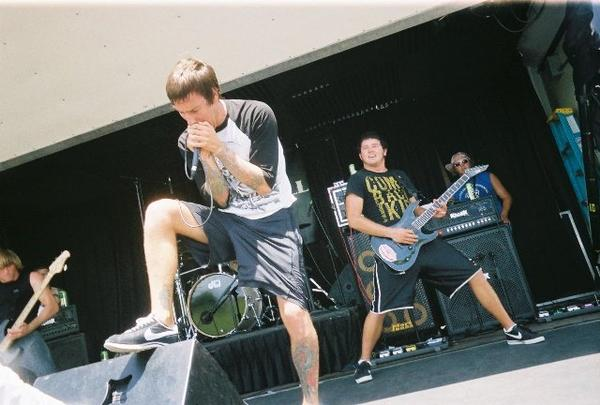
Parkway Drive podczas festiwalu Warped Tour 2007

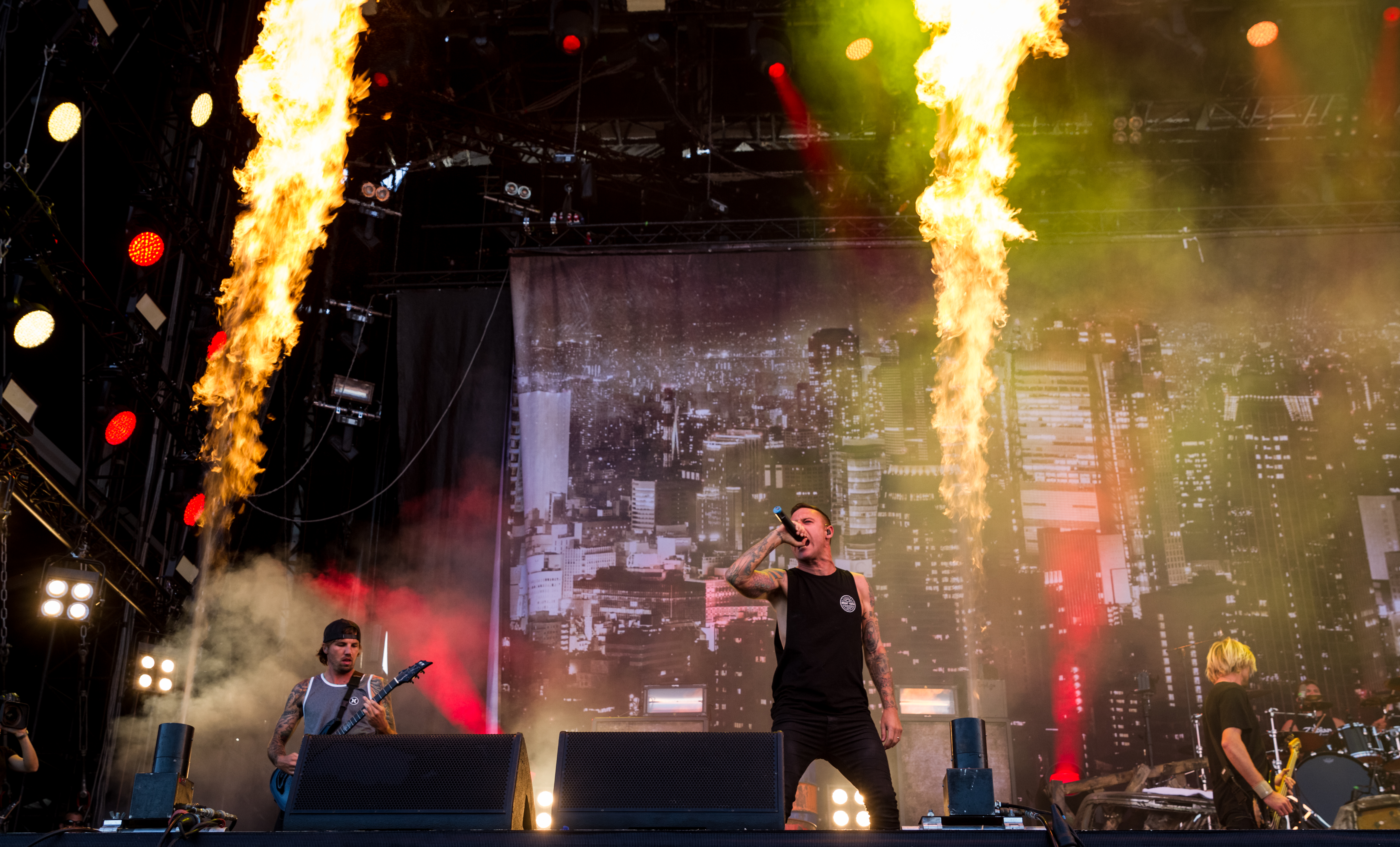
Parkway Drive podczas festiwalu Rock am Ring 2015

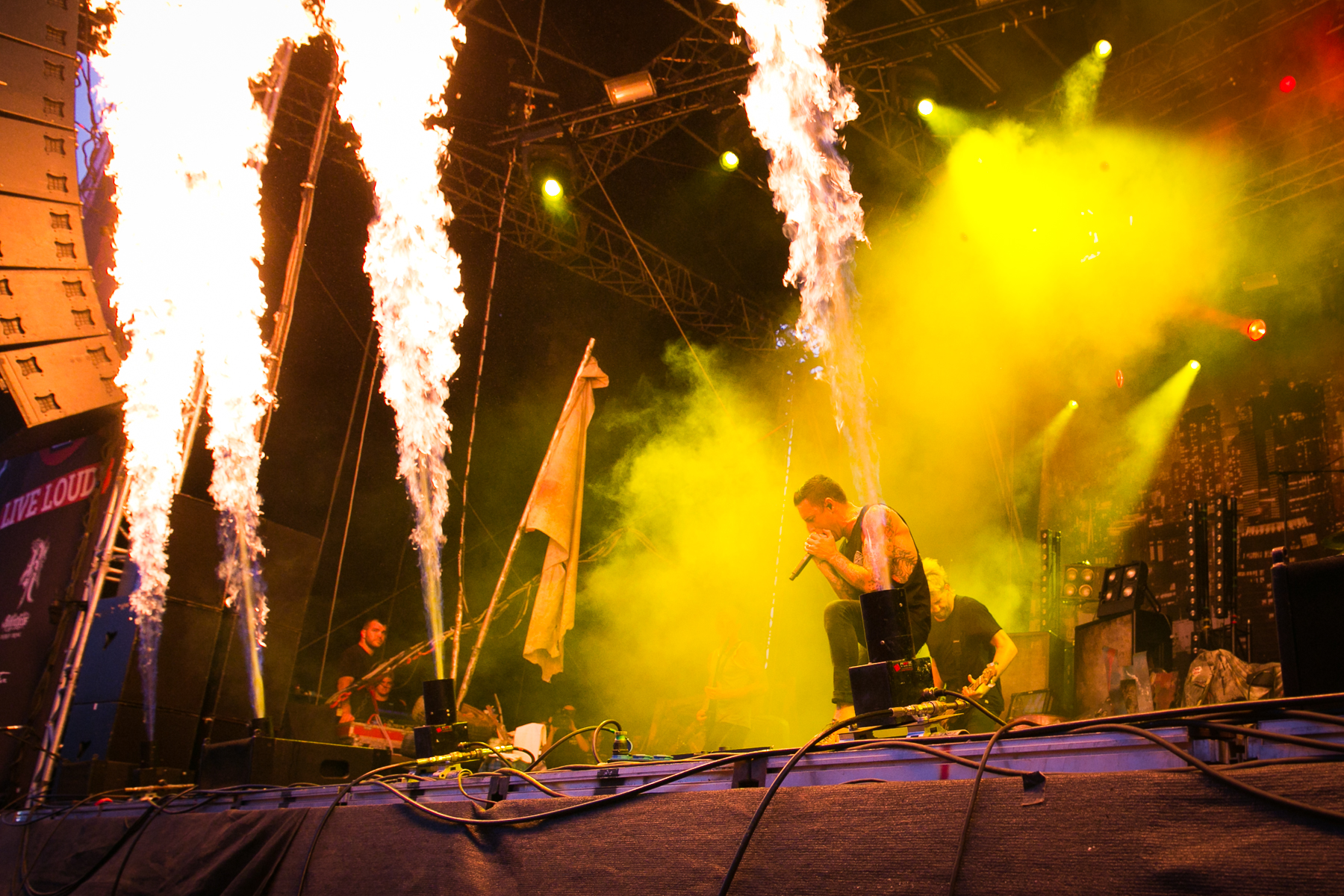
Parkway Drive podczas festiwalu Vainstream 2015

W 2007 roku Parkway Drive wziął udział w słynnym Warped Tour. W dniu 3 marca 2007, zespół zaprezentował szerokiej publiczności nowy utwór zatytułowany „Sirens 'Song” na Underworld. utwór znalazł się później na albumie Horizons. Zespół wziął udział w trasie US Vans Warped Tour 2007 jako jedyny australijski zespół podczas trasy. W dniu 15 sierpnia, Winston McCall pojawił się w audycji short.fast.loud na antenie australijskiej stacji radiowej Triple J Radio, podczas której zaprezentował utwór zatytułowany „Boneyards”.
Płyta Horizons została wydana 6 października 2007 roku. Album zachwycił krytyków i fanów, Blunt Magazine napisał o nim „simply slays from the get go” i wystawił mu maksymalną notę 10/10, a serwis planet-loud.com zasugerował, że płyta ta stanowi nowy punkt odniesienia dla nadchodzących metalowych albumów. Album zadebiutował też na wysokim 6 miejscu zestawienia ARIA Charts. Po wydaniu Horizons, zespół udał się w trasę koncertową po USA, Australii i Europie z takimi zespołami jak m.in. Killswitch Engage, Bury Your Dead, Darkest Hour i inne.
W lutym i marcu 2008 roku ekipa Parkway Drive nawiązała współpracę z zaprzyjaźnionymi zespołami z Byron Bay: 50 lions (założonym przez brata Winstona) i Word Up!, aby odbyć Surf Rats Tour po wschodnim wybrzeżu Australii. To tournée (podróż do miasteczek, które zwykle omijane były podczas standardowej trasy) oparte było na połączeniu przyjemnego z pożytecznym, czyli surfowaniu na wysokiej morskiej fali podczas całej trasy.
W grudniu 2008 roku, Parkway Drive odbył australijską trasę Sweat Fest Tour. W roli zespołów wspomagających wystąpiły grupy A Day to Remember, Suicide Silence, The Acacia Strain i Confession. W 2008 roku, utwór „Smoke 'Em If Ya Got' Em” został zremiksowany przez producentów z Sydney zwanych Teen Heat. W dniu 12 grudnia 2008 podczas występów na UNSW Roundhouse, Parkway Drive ogłosił, iż właśnie kręcone jest oficjalne DVD, które zawierać ma oprócz zapisu koncertu, materiał z jego realizacji, oraz kilka utworów innych zespołów biorących udział w Sweat Fest Tour. W dniu 18 stycznia 2009, Parkway Drive zapowiedział swoją trasę w roli headlinera po USA wraz z Stick To Your Guns i Mychildren Mybride. W dniach 28 stycznia do 1 lutego 2009, Parkway Drive udał się na krótkie tournée po Japonii z Shai Hulud i Crystal Lake. W 2009 roku zespół zagrał też na Bamboozle (na Giant's Stadium) i Download Festival.
W maju 2009] roku Parkway Drive ogłosił, że wkrótce ukaże się koncertowe DVD zespołu, jednocześnie zapowiedział nową australijską trasę koncertową wraz z August Burns Red i Architects w roli rozgrzewaczy. Wspomagały ich wyprzedaną trasę zespoły Hand of Mercy (podczas występu w Sydney), Safe Hands (w Newcastle), Sink Or Swim (w Byron bay) House Vs. Hurricane (w Melbourne), In Trenches (w Canberze) Dead Kings (w Brisbane), Wish for Wings (w Adelaide) oraz Abandon All Hope.
Po zakończeniu australijskiej trasy koncertowej zespół wrócił do pisania materiału na następny album, którego data wydania nie jest jeszcze znana. W dniu 13 listopada] członkowie zespołu poinformowali swoich fanów, że pisanie utworów na nowy album jest już prawie ukończone. Wcześniej w dniu 12 sierpnia w Riverstage (Brisbane) zespół zagrał nowy utwór „Unrest”.

### Deep Blue(2010-2012)
Parkway Drive wystąpił na trasie festiwalu Warped Tour 2010. Latem 2010 roku grupa uczestniczyła w Summer Breeze Open Air Festival w Niemczech w Dinkelsbühl w Bawarii.
11 lutego 2010 roku Parkway Drive ogłosił za pośrednictwem serwisów: Facebook i MySpace, że zakończył pisanie materiału na najnowszą płytę. Na początku marca zespół odbył podróż do Los Angeles celem nagrania albumu wraz z producentem Joe Barresim (zamiast Adama Dutkiewicza jak ostatnio). Zdaniem wokalisty Winstona McCalla, album będzie najmocniejszy i najcięższy z wszystkich dotychczasowych wydawnictw zespołu. Premiera wydawnictwa zatytułowanego Deep Blue odbyła się 28 czerwca 2010.

### AtlasorazIre(2012-2015)
26 października 2012 roku miał premierę kolejny album grupy pt. Atlas. Premiera piątej płyty zespołu pt. Ire została wyznaczona na wrzesień 2015.

### ReverenceorazDarker Still(2018-2022)
Wydany w 2018 album Reverence stanowił odejście od dotychczasowego stylu i został zaklasyfikowany w ramach heavy metalu. W tym samym roku Winston McCall przyznał, że członkowie grupy wyrośli z gatunku metalcore
Kontynuacją nowej drogi była płyta pt. Darker Still z 2022, na które pojawiły się wątki melodyjnego hardcore i metalu, a także power metalu
.

### Parkway Drive w Polsce

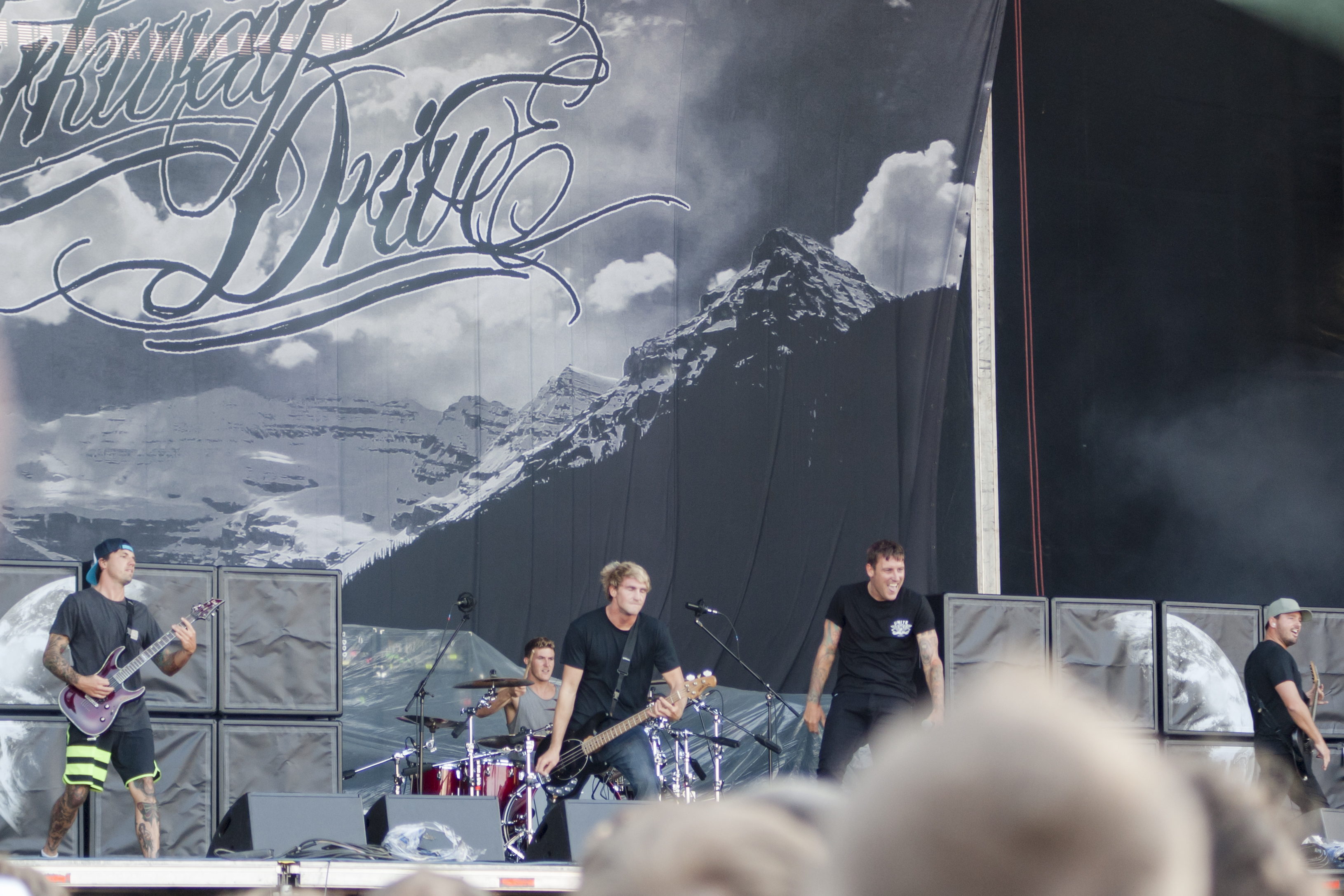
Parkway Drive podczas festiwalu Ursynalia 2013

Parkway drive pierwszy koncert zagrał w Łodzi 11 września 2006 roku z klubie DeMoDe wraz z Shai Hulud, Arkangel i Remembering Never. Zespół następnie gościł w Polsce 18 czerwca 2007 roku. Podczas koncertu w warszawskim klubie Progresja, zespół zagrał wraz z grupami Job for a Cowboy, Bring Me the Horizon, Pignation oraz Elvis Deluxe.
11 maja 2010 roku zespół wystąpił w Polsce po raz kolejny. W ramach kolejnej edycji Show No Mercy podejmował go klub Proxima, a w koncercie uczestniczyli także grupy Despised Icon, Winds of Plague, The Warriors i 50 Lions.
Kolejny występ odbył się w ramach trasy Never Say Die Tour 2010. Koncert miał miejsce w krakowskim klubie Rotundzie 14 listopada 2010. Oprócz Parkway Drive, którzy na tej trasie promowali swoje najnowsze wydawnictwo Deep Blue, wystąpiły formacje Comeback Kid, Bleeding Through, Emmure, War From A Harlots Mouth, Your Demise oraz We Came as Romans.
1 czerwca 2013 Parkway Drive wystąpił na Ursynalia Warsaw Student Festival w ramach European Summer Tour.
8 listopada 2013 Parkway Drive był headlinerem na Vans Off The Wall Music Night w Warszawie w klubie Proxima.
2 sierpnia 2019 Parkway Drive wystąpił na festiwalu muzycznym Pol'and'Rock 2019.

## Skład
Aktualni członkowie
- Winston McCall - wokal (od 2003)
- Ben Gordon - perkusja (od 2003)
- Jeff Ling - gitara (od 2003)
- Luke Kilpatrick - gitara (od 2003)
- Jia O’Connor - gitara basowa (od 2006)

Byli członkowie
- Shaun Cash – gitara basowa (2003–2006)
- Brett Versteeg – gitara basowa

## Dyskografia
Albumy studyjne
- Killing with a Smile (2005, Resist / Epitaph)
- Horizons (2007, Resist / Burning Heart / Epitaph)
- Deep Blue (2010)
- Atlas (2012)
- Ire (2015)
- Reverence (2018)
- Darker Still (2022)

Minialbumy EP
- Don't Close Your Eyes (2004, Resist, reedycja 2006)

Splity
- I Killed the Prom Queen / Parkway Drive: Split CD (split album) (2003, Final Prayer)
- What We've Built (split album with Parkway Drive, Shoot to Kill and Think Straight) (2003, BBHC)

## Wideografia
Teledyski
- „Smoke 'Em If Ya Got 'Em” (2006)[10]
- „Boneyards” (2007)[11]
- „Sleepwalker” (2010)[12]
- „Karma” (2010)[13]
- „Unrest” (2011)[14]
- „Dark Days” (2012)[15]
- „Wild Eyes” (2013)[16][17]
- „Vice Grip” (2015)[18]
- „Crushed” (2015)[19]
- „Devil's Calling” (2016)[20]
- „Bottom Feeder” (2016)[21]
- „Wishing Wells” (2018)[22]
- „The Void” (2018)[23]
- „Prey” (2018)[24]
- „Shadow Boxing” (2019)[25]
- „Glitch” (2022)[26]
- „The Greatest Fear” (2022)[27]

DVD
- Parkway Drive: The DVD (2009)
- Parkway Drive: Home Is For The Heartless DVD (2012)